# یوسف قادر خان
یوسف قادر خان (درگذشتهٔ ۱۰۳۳ میلادی) فرمانروا و خاقان بزرگ قراخانیان از شاخهٔ حسنی قراخانیان بود که در بلخ، بالاساغون و کاشغر فرمان می‌راند.

در اثر گردیزی با نام زین‌الاخبار از او با نام «فرمانروای سراسر ترکستان و خاقان بزرگ آن» یاد شده‌است.

## زندگی‌نامه
بر پایهٔ گزارش ابن اثیر، تاریخ‌نگار عرب، فرمانروایان قراخانیان مسلمانان پرهیزگاری بودند که می نمی‌نوشیدند، برای دین می‌جنگیدند و پشتیبان دانش و آموزش بودند. گردیزی، مورخ غزنوی نیز، آورده است که یوسف قادر خان می نمی‌نوشید.
در سال ۱۰۰۷ میلادی، یوسف قادر خان که در آن هنگام فرمانروای کاشغر بود، به پادشاهی ختن تاخت و آن را نابود کرد. از این رو، به‌احتمال، نام غازی یا «جنگاور راه دین» را یافت، همان‌گونه که پدرش هارون بغرا خان و برادرانش که در نبردها کشته شدند، «شهید» شناخته شدند.
در سال ۱۰۲۵ میلادی، دیداری میان محمود غزنوی و یوسف قادر خان در سمرقند رخ داد. خواست یوسف از این دیدار، بستن پیمان با غزنویان برای شکست دادن برادرش علی تکین و یک‌پارچه کردن فرمانروایی قراخانیان بود. او همچنین فرستادگانی به دربار دودمان لیائو روانه کرد تا جایگاه و آوازهٔ خود را در آن سرزمین افزایش دهد. دختر شنگ‌زونگ، خان خیتان‌ها، نیز همسر پسر او، چغری تگین شد. یوسف قادر خان سرانجام توانست علی تکین را شکست دهد و وادارد تا سمرقند و بخارا را رها کند. با پشتیبانی خیتان‌ها و غزنویان، توانست راه‌های بازرگانی را در سرزمین خود بی‌گزند سازد.
در زمان مرگ یوسف قادر خان، که در سال‌های ۱۰۳۱ یا ۱۰۳۲ میلادی رخ داد، فرمانروایی او افزون‌بر ترکستان شرقی، هفت‌رود (سِمیرِچیه) و بخش خاوری سرزمین سیردریا را نیز دربرمی‌گرفت که شهرهای تالاس (امروزی تاراز) و اسپیجاب (امروزی سایرام) را در بر می‌گرفت. پایتخت او کاشغر بود.
پس از او، ترکستان شرقی و هفت‌رود به پسر بزرگش سلیمان بغرا تگین رسید که فرنام ارسلان خان یافت؛ در تالاس و اسپیجاب نیز پسر دیگرش، یغان تگین محمد بغرا خان به فرمانروایی رسید.

## بن‌مایه
1. ↑  ادن، جف. Warrior Saints of the Silk Road: Legends of the Qarakhanids. بوستون، لیدن: Brill.
2. ↑  Duturaeva، Dilnoza (۲۰۲۲). Qarakhanid Roads to China: A History of Sino-Turkic Relations. لیدن، بوستون: Brill.
3. ↑  پیلیپچوک, یاروسلاو والنتینوویچ (2020). Караханиды: от сюзерена в вассалы (به روسی). Научные записки Национального педагогического университета имени М.П. Драгоманова. pp. ۵۹–۶۳.
4. ↑  پیلیپچوک, یاروسلاو والنتینوویچ (2019). Формирование Караханидского каганата (به روسی). Научные записки Национального педагогического университета имени М.П. Драгоманова. pp. ۲۴–۲۸.
5. ↑  گردیزی، ابوسعید. زین‌الاخبار (به عربی). صص. LXVII. بایگانی‌شده از اصلی در ۳۰ دسامبر ۲۰۲۲.
6. ↑  گردیزی، ابوسعید. زین‌الاخبار. ص. LXVII. بایگانی‌شده از اصلی در ۳۰ دسامبر ۲۰۲۲.
7. 1 2  «Тюрки в период возвышения Карлуков и образования государства Караханидов»، https://articlekz.com/article/7271.
8. ↑  همان.
9. ↑  "Тюрки в период возвышения Карлуков и образования государства Караханидов". Archived from the original on 2023-06-30. Retrieved 2023-06-30.
10. ↑  
{{subst:saved_book}}

{{subst:saved_book}}